# Paul Dăncescu
Paul Dăncescu (n. 28 ianuarie 1927) este un medic român, în prezent stabilit în Montreal, Canada.

## Biografie
- Absolvent al liceului "Sfântul Sava" din București unde i-a avut colegi de clasă pe Ion Dumitriu-Snagov și Virgil Cândea.
- Absolvent al Facultății de Medicină din București (1953); medic specialist în microbiologie (1959), doctor în științe medicale (1960), medic primar (1962). În perioada 1968-1970, a urmat studii post-doctorale la Institutul Pasteur din Tunis, beneficiind de bursa Charles Nicolle, acordată de statul tunisian.

## Activitate profesională
In Romania, a fost asistent, sef de lucrari si sef al departamentului de boli parazitare la Centrul de Perfectionare a Medicilor din Bucuresti (1960-1982), medic primar la Institutul "I. Cantacuzino" (1960-1973), sef al sectiei de boli parazitare la acelasi spital (1973-1982). In Tunisia a lucrat in domeniul bolilor parazitare profesionale, epidemiologia leishmaniozelor si a fost sef al laboratorului de Entomologie medicala al Institutului Pasteur. In Canada a desfasurat o activitate de cercetare științifică in domeniul bolilor profesionale (1984-1988). In anul 1986 sustine examenul de evaluare la Consiliul Medical al Canadei, examenul de sinteza la Université de Montréal (1989) urmat de stagii la spitalele St.-Luc (1989-1990) si Notre-Dame (1990-1994). A realizat studii asupra strongiloidozei in Romania si Africa de Nord, cu descrierea primului focar subteran in minele de plumb; alte studii asupre protozoarelor intestinale si phlebotominelor in Romania, Tunisia si Italia. A realizat studii asupra diagnosticului parazitozelor tropicale si cosmopolite, prin metode traditionale si personale, dintre care unele au fost recunoscute de catre Organizatia Mondiala a Sanatatii. Din anul 1980, este expert consultant la Organizatie Mondiala a Sanatatii (de la Geneva) pentru expertiza in epidemiologia si diagnosticul strongiloidozei. Este consilier pentru serviciile internationale ale SACO-Canada (Canadian Executive Service Organisation).
A avut un rol important în promovarea comunității române din Quebec.

## Publicații
A realizat si publicat, singur sau in colaborare, 12 carti, capitole de carti, cursuri sau manuale de indrumari practice in Romania (10), in Elvetia (1) si in Canada (10). Activitatea sa de cercetare științifică este reprezentata de peste 150 de articole aparute in reviste de specialitate. Dintre acestea, peste 70 de publicatii sunt in limbile franceza sau engleza si au fost tiparite in Franta, Tunisia, Elvetia, Anglia, Canada, Romania, Maroc.

## Afileri
- Din 1970, este membru al Societatii Regale de Medicina Tropicala si Igiena de la Londra
- Membru al Societății de Patologie Exotică de la Paris.